# Шоу Бенни Хилла
«Шоу Бенни Хилла» (англ. «The Benny Hill Show») — британский комедийный скетч-сериал производства телекомпании Thames Television, с участием Бенни Хилла и других актёров. Сериал производился на BBC (1955—1968), впоследствии на ITV (1969—1989).

## Формат
«Шоу Бенни Хилла» представляло собой набор различных скетчей с Бенни Хиллом в главной роли совместно с другими актёрами, а также музыкальные номера с участием самого Хилла, трио The Ladybirds, а также специально приглашённых звёзд. Его характерными особенностями являются фарс, бурлеск и двусмысленные шутки. Шоу критиковали за сексизм, но Хилл всегда отмечал, что героини всегда сохраняют своё достоинство, в то время как персонажи-мужчины часто выглядят недотёпами.
Наряду с такими комическими приёмами, как пантомима и пародия, в шоу часто использовались приёмы как замедленной, так и убыстренной съёмки, а также визуальные гэги — для создания того, что сам Хилл называл «живой анимацией». Убыстренные съёмки использовались, в частности, в завершающей каждый выпуск (с 1969 года) сцене погони, происходившей под композицию Yakety Sax. Для того чтобы в кадре появилось сразу несколько персонажей, использовались комбинированные съёмки. Одним из первых опытов подобного рода стала пародия Soap Box Jury (на телепередачу Juke Box Jury), вышедшая в эфир 4 марта 1961 года.
Наряду с этим, Хилл также был автором сценария шоу и сочинял песни, которые сам же и исполнял.

## Персонажи
- Фред Скаттл — самый известный персонаж «Шоу Бенни Хилла», сыгранный Бенни Хиллом. Характерная черта — ношение головных уборов козырьком вбок (тех, на которых есть козырёк), круглые очки и пришёптывание[4]. Первая фраза, с которой он начинал беседу — Good evening, sir, good evening, viewers! (англ. «Добрый вечер, сэр, добрый вечер, зрители!»)[5]. Впервые появился в «Шоу Бенни Хилла» на Би-би-си[6]. О Фреде Скаттле известно, что он женат и у него есть сын: поскольку сам Скаттл дома бывает редко, сын называет его «дядя папа». Из пародийного скетча Is this your life (1969) выясняется, что у него есть приятель по имени Роберт Подмор[7]. Утверждал, что владеет несколькими иностранными языками, поэтому был направлен на телефестиваль в Монтрё.
- Чоу Мин — гость из Китая, впоследствии иммигрант. Юмор строился на его китайском акценте, из-за которого его постоянно неправильно понимали. В скетче East Meets West (1970) он сообщает, что работает флейтистом в оркестре[8]. Настоящее имя Джей Артур Мин, что выясняется в скетче (1975), предваряющем показ фильма Beyond The Bamboo Certain (пародия на фильмы о боевых искусствах), продюсером которого он являлся[8]. Женат.
- Эмили Гримли — женский персонаж Хилла. Точнее, персонажей с таким именем было два: гадалка и женщина-цензор.
- Мервин Крадди. Персонажей с таким именем было несколько. Самовлюблённый актёр, журналист, занимающийся расследованиями, деятель шоу-бизнеса и без пяти минут эмигрант.
- Хамфри Бамфри. Имя и фамилия суть игра слов: имя реального телеведущего Хамфри Бертона (Humphrey Burton) и персонажа «Алисы в Зазеркалье» Шалтая-Болтая (Humpty Dumpty). Персонажей с таким именем было также несколько, среди них вымышленный «министр питания» (сыгранный Бенни Хиллом) и диктор телевидения (сыгранный актёром Полом Эддингтоном).

## Актёры

### Основной состав (1955—1968)
Участники «Шоу Бенни Хилла», телепрограммы «Час комедии по субботам» (1957) и ситкома «Бенни Хилл» (1962—1963):

| - Бенни Хилл - Ронни Баркер - Памела Бекман - Феликс Боунесс - Ронни Броуди - Питер Вернон - Джонни Вивиан - Кэрон Гарднер - Юта Джойс - Памела Канделл - Иэн Кей - Дермот Келли - Диана Кинг - Аннабелль Ли - Дженни Ли-Райт - Лен Лоу - Верн Морган - Присцилла Морган - Ричард Моттау | - Джекки Райт - Дэвид Райт - Берил Рейд - Джули Роджерс - Кен Седд - Грэм Старк - Валери Стентон - Джим Тайсон - Боб Тодд - Джун Уитфилд - Дейв Фримен - Анита Харрис - Патриция Хейс - Джереми Хоук - Роджер Эйвон - Белла Эмберг - Пэт Эштон |

### Основной состав (1969—1989)
Участники «Шоу Бенни Хилла» и шоу «Мировое турне Бенни Хилла» (1991):

| - Бенни Хилл - Сью Аптон - Сью Бонд - Эдди Бьюкенен - Труди ван Доорн - Дженни Вестбрук - Джонни Вивиан - Черил Гилхэм - Лесли Голди - Диана Дарви - Анна Доусон - Луиза Инглиш - Лен Киз - Джон Джон Кифи - Беттина Ле Бо - Дженни Ли-Райт - Генри МакГи - Артур Маллард | - Андре Мелли - Ронни Олдрич - Хью Паддик - Николас Парсонс - Джекки Райт - Либби Робертс - Терри Робертс - Джим Тайсон - Боб Тодд - Дилис Уотлинг - Рита Уэбб - Роджер Финч - Эйра Хит - Патриция Хейс - Пол Эддингтон - Белла Эмберг - Пэт Эштон |

### «Ангелочки Хилла»
Танцовщицы, принимавшие также участие в скетчах:

| - Джиллиан Адамс (1983) - Фиона Бейкер - Элисон Белл - Камилла Блэр (1981) - Норин Ботен (1984) - Зои Брайант (1988) - Эмма Брайант (1979—1986) - Николя Бэкон - Беверли Викерс - Лесли Вудс (1984) - Сара Вуллетт (1979) - Деби Гэй (1984) - Сюзан Дали (1980—1985) - Лиза Джекман (1983) - Дениза Джинджелл(1981—1982) - Лиз Джоблинг (1988) - Терри Джонс (1982) - Элисон Диган - Лоррен Дойл (1977—1989) - Дженни Драммонд - Энн Истон (1980) - Хелен Карпентер (1988—1990) - Беверли Кей (1981) - Пенни Кендалл (1981) | - Шерон Киль (1988) - Джули Кирк (1979—1985) - Джейн Конавей (1983) - Линдси Коул (1988) - Никки Критчер (1983) - Полин Кроуфорд (1979) - Джейн Ливз (1983) - Эрика Линли (1978—1984) - Ли Майлс (1980) - Анита Махадерван - Фэйи Мертенс - Труди Миллер (1982) - Лиза Мюлидор (с 1984) - Черил Мортимер (1982—1985) - Линдси Нил (1984) - Джейн Пэрис (1981) - Лиза Прайс (1980—1983) - Кэти Рандалл (1985—1986) - Коринна Расселл (1983) - Виктория Риз - Дебби Скамп (1989—1990) - Фиона Сломан(1984) - Трэси Смит (1984—1986) - Клэр Смолли (1980—1981) - Саманта Спенсер-Лейн (1980—1982) - Хелен Тозер (1985) - Джо (Джоанна) Томас (1982) | - Элисон Томас (1981—1986) - Сара Тросселл (1989) - Фрэнсес Уингейт (1989) - Ди Ди Уайлд (1979) - Лора Уинн (1985) - Франческа Уитберн - Мария Уиттакер - Сюзан Уоринг (1989) - Клэр Фейргуд - Вики Фейси - Мики Харви - Шерон Хейвуд (1980) - Нола Хейнс(1979—1980) - Дебра Хеммингс (1982) - Абигейл Хиггинс (1979—1985) - Кэти Холмс (1981) - Трэси Эванс - Эльфрида Эшворт (1981) - Лесли Янг (1982) |

### «Маленькие ангелочки Хилла»
Дети актёров шоу, принимавшие участие в скетчах:
- Джейд Вестбрук (дочь актрисы Дженни Вестбрук)
- Адам Джонстон (сын актрисы и хореографа Либби Робертс)
- Джоанна Киркланд (дочь директора шоу Денниса Киркланда)
- Ричард и Луиза Уотлинг (сын и дочь актрисы Сью Аптон)[27]

## Пародии и упоминания
В Великобритании
- В фильме «Казино „Рояль“» (1967 г.) среди прочих пародий встречается (на 81-й минуте) отсылка к шоу Бенни Хилла. Комичная драка сопровождается мелодией со вставками из «Yakety Sax».
- Участники британского скетч-шоу «Three of a Kind» сделали довольно злую пародию на «Шоу Бенни Хилла» под названием «Шоу Дженни Хилл» (англ. «The Jenny Hill Show»). В пародии высмеяны «очень старые шутки» Хилла, а также то, что сценарии и песни он писал самостоятельно — как явствует из титров, Дженни Хилл написала сценарий, музыку, подобрала костюмы, приготовила чай и «собрала старые шутки».
- По сообщению газеты The Independent, британский писатель и сценарист сэр Джон Мортимер написал сценарий телевизионного фильма о Хилле, роль которого должен был сыграть Мэтт Лукас, звезда скетчкома The Little Britain[28]. Фильм должен был выйти на Би-би-си в рамках серии фильмов о знаменитых британских комиках.
- В одной из тюрем Великобритании в новогоднюю ночь с 31 декабря 2010 года на 1 января 2011 года разразился бунт, в ходе которого произошёл пожар[29]. По словам заместителя председателя национальной ассоциации тюремщиков Марка Фримана, заключённые отказались пройти проверку на употребление алкоголя и прибегли к насилию: «Персонал тюрьмы, бегающий за заключёнными, чтобы проверить их на употребление алкоголя, очень напоминал сцену из „Шоу Бенни Хилла“, только музыки не хватало»[30].

В США
- В знаменитом американском телесериале «Женаты с детьми» Кейли упоминает, как ей нравится шоу Бэнни-Хила, особенно когда он так быстро-быстро бегает под музыку.
- В фильме «V — значит вендетта» есть эпизод с британским юмористическим шоу, в которое будто бы пригласили верховного канцлера Сатлера. Стивен Фрай в роли ведущего копирует манеру Бенни Хилла, шоу заканчивается под знаменитый мотив «Yakety Sax». Этот же мотив использован и в фильме «Наверное, боги сошли с ума».
- В фильме «Джек-попрыгун» сотрудники британского посольства смотрят «Шоу Бенни Хилла».
- Участники американского комедийного шоу «The Man Show» сделали пародию на «Шоу Бенни Хилла».
- В одной из серий мультсериала «Бивис и Баттхед» происходит такой диалог: «Это не „Шоу Бенни Хилла“? — Да нет, здесь нет девчонок в бикини».
- В американском комедийном сериале «Золотые девочки» одна из героинь говорит: «О Господи, похоже, что он умер, как в скетче Бенни Хилла».
- В мультипликационном сериале «Симпсоны» в четырнадцатом сезоне в одной из серий писательница Хелен Филдинг вела себя как герой Бенни Хилла — быстро убегала от полиции, шлёпала по лысине других персонажей. В качестве фона играла соответствующая музыка.
- В мультипликационном сериале «Джимми Нейтрон» в одной из серий главные герои убегали от медведя в ускоренном режиме в стиле шоу Бенни Хилла под музыку «Yakety Sax».
- В одной из серий «Робоцыпа» есть сцена похорон Бенни Хилла — могильшики с гробом актёра устраивают беготню по кладбищу под искажённую мелодию «Yakety Sax», вовлекая в неё всех случайных посетителей кладбища (в том числе путём «случайного раздевания Барби»).
- В 23-м сезоне сериала «Симпсоны» можно увидеть отель Бенни Хилтон, что является пародией на сеть отелей Хилтон, а также отсылкой к Бенни Хиллу.
- В 13-й серии 5-го сезона (Кенни умирает) сериала Южный парк в начале серии показывают сцену подготовки к аборту, на заднем плане звучит смех, когда пациентка просит выключить телевизор, на экране можно увидеть фрагмент из шоу Бенни Хилла. в котором показано, как Бенни шлёпает по лысине Джекки Райта.
- В 7-й серии 5-го сезона «Третья планета от Солнца» на 11 минуте Дон называет имя Бенни Хила, которого как раз смотрит Салли.

В России
- В программе «БИС» (ТВ-6) была показана пародия под названием «Бенни Хилл по-татарски». Эта программа была якобы выпущена казанским телевидением (пародия начинается с заставки «Kazan television» — аллюзия на «Thames Television»), а сюжет пародии был посвящён шутке с тортом в лицо и завершался резюме: «Тортым морда не надо. Тортым жрать надо».
- Команда КВН ТюмГНГУ из Тюмени показала, что было бы, если бы Бенни Хилл был режиссёром фильма «Белое солнце пустыни» (номер «Бенни Хиллое солнце пустыни»)
- В телепередаче «Большая разница» были показаны пародии на немые скетчи Бенни Хилла (в рамках пародий на сериалы «Универ» и «Реальные пацаны»).

В Германии
- В 8-м эпизоде 2-го сезона скетч-шоу «Knallerfrauen» Мартина Хилл бегает по супермаркету под музыку «Yakety Sax», пытаясь успеть сделать покупки до закрытия.

В Канаде
- В компьютерной игре «A Bird Story[англ.]» от канадской студии Freebird Games есть небольшой эпизод под музыку, сильно напоминающую «Yakety Sax», пародирующий классический гэг с беготнёй через двери из мультфильмов про Скуби-Ду.